# Enzyklopädie des Märchens

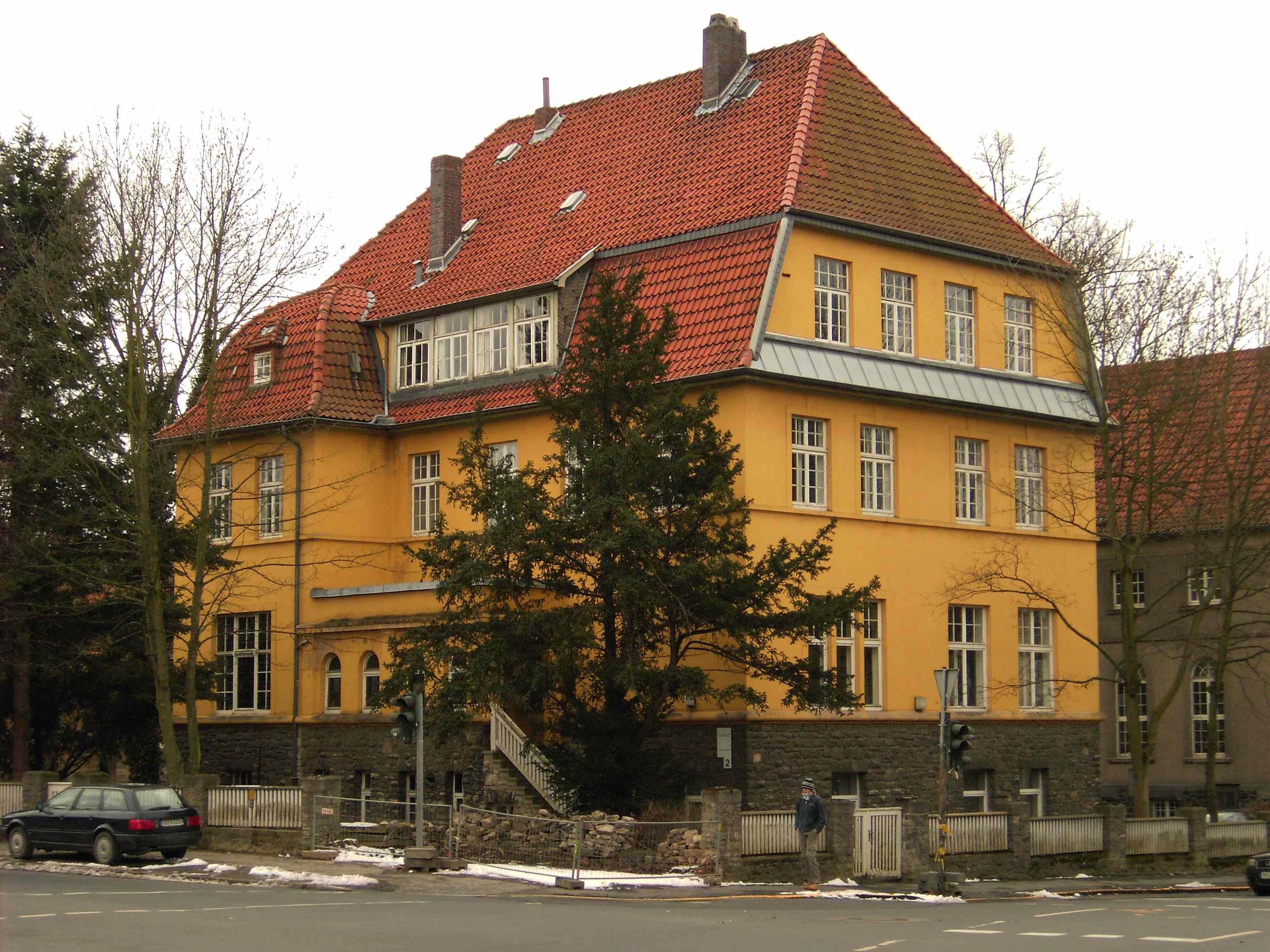
Ehemalige Arbeitsstelle der Enzyklopädie des Märchens

Die Enzyklopädie des Märchens (Abkürzung: EM) ist ein von Kurt Ranke begründetes, deutschsprachiges Nachschlagewerk zur internationalen Erzählforschung, das 15 Bände umfasst.

## Geschichte
Ein verwandtes, allerdings auf deutschsprachige Märchen beschränktes Projekt, das von Lutz Mackensen herausgegebene Handwörterbuch des deutschen Märchens, war nach nur zwei Bänden 1940 kriegsbedingt eingestellt worden. Mit den Vorarbeiten für eine Enzyklopädie des Märchens (EM) begann Kurt Ranke in den 1950er Jahren. Im Jahr 1957 gründete er eine Arbeitsstelle an der Christian-Albrechts-Universität in Kiel und außerdem Fabula, eine Zeitschrift für Erzählforschung (bis heute 64 Bände). Auf dem Deutschen Volkskundekongress in Nürnberg 1958 stellte er das Vorhaben eines internationalen und fächerübergreifenden Handwörterbuchs zur Erzählforschung erstmals einem größeren Kreis vor. Nachdem Ranke den Ruf als Nachfolger Will-Erich Peuckerts nach Göttingen angenommen hatte, wurde die Arbeitsstelle an der Universität Göttingen weitergeführt. Die Finanzierung der Arbeitsstelle erfolgte über die Deutsche Forschungsgemeinschaft, zeitweilig die Stiftung Volkswagenwerk. Seit 1980 war die EM ein Projekt der Akademie der Wissenschaften zu Göttingen, es wurde im Akademienprogramm gemeinsam von Bund und Ländern gefördert. Das Projekt wurde 2015 abgeschlossen.
Die EM wurde (wie die Fachzeitschrift Fabula) vom Verlag Walter de Gruyter herausgebracht. Die erste Lieferung, beginnend mit dem Artikel „Aarne, Antti Amatus“, erschien 1975, der erste Band (A – Ba) 1977. Im November 2014 erschien die letzte Lieferung des 14. Bandes, seit März 2015 ist Band 14 (Vergeltung – Zypern. Nachträge) als ganzer verfügbar. Im Dezember 2015 erschien der abschließende Registerband (Band 15: Verzeichnisse und Register). Die Auflage umfasst 3000 Exemplare. 2016 wurde die Enzyklopädie des Märchens auch als Datenbank Enzyklopädie des Märchens Online beim De Gruyter Verlag veröffentlicht.
An der EM wirkten rund 1000 Autoren aus 80 Ländern mit. Herausgeber waren Heidrun Alzheimer (2010–2015), Hermann Bausinger (1973–2015), Regina Bendix (2005/2006),  Rolf Wilhelm Brednich (1983–2015), Wolfgang Brückner (1973–2015), Daniel Drascek (2007–2015), Helge Gerndt (1996–2015), Ines Köhler-Zülch (2007–2015), Max Lüthi (1973–1984), Kurt Ranke (1973–1984),  Lutz Röhrich (1973–2006), Klaus Roth (1993–2015), Rudolf Schenda (1973–1992) und Hans-Jörg Uther (2010–2015).

## Inhalt
Die fast 4000 mit ausführlichen Anmerkungen in Form von Endnoten versehenen Artikel bieten einen Überblick über folgende Themen:
- Biographien von Forschern, Sammlern und Autoren bedeutender Quellenwerke
- Darstellungen von Theorien und Methoden, Gattungsfragen, Stil- und Strukturproblemen
- Fragen der Biologie des Erzählguts („wer erzählt wem warum?“)
- Überblicksdarstellungen monographischer Art für wichtige Erzähltypen und -motive
- Nationale und regionale Forschungsüberblicke

Ungeachtet ihres Titels behandelt die EM nicht nur Märchen im engeren Sinne, sondern auch andere Gattungen der Volkserzählung wie Sagen, Legenden, Fabeln, Ätiologien, Schwänke oder Novellenstoffe. Sie folgt damit der Klassifikation des Aarne-Thompson-Index (AaTh) beziehungsweise des Aarne-Thompson-Uther-Index (ATU).

## Bibliographische Angaben
Kurt Ranke [Begründer], Rolf Wilhelm Brednich, u. a.: Enzyklopädie des Märchens. Handwörterbuch zur historischen und vergleichenden Erzählforschung. 15 Bände. De Gruyter, Berlin 1977–2015.
- Band 1: Aarne – Bayerischer Hiasl. De Gruyter, Berlin 1977, ISBN 3-11-006781-1.
- Band 2: Bearbeitung – Christus und der Schmied. De Gruyter, Berlin 1979, ISBN 3-11-008091-5.
- Band 3: Chronikliteratur – Engel und Eremit. De Gruyter, Berlin 1981, ISBN 3-11-008201-2.
- Band 4: Ente – Förster. De Gruyter, Berlin 1984, ISBN 3-11-009566-1.
- Band 5: Fortuna – Gott ist auferstanden. De Gruyter, Berlin 1987, ISBN 3-11-010588-8.
- Band 6: Gott und Teufel auf Wanderschaft – Hyltén-Cavallius. De Gruyter, Berlin 1990, ISBN 3-11-011763-0.
- Band 7: Ibn-al-Ğauzī – Kleines Volk. De Gruyter, Berlin 1993, ISBN 3-11-013478-0.
- Band 8: Klerus – Maggio. De Gruyter, Berlin 1996, ISBN 3-11-014339-9.
- Band 9: Magica-Literatur – Neẓāmi. De Gruyter, Berlin 1999, ISBN 3-11-015453-6.
- Band 10: Nibelungenlied – Prozeßmotive. De Gruyter, Berlin 2002, ISBN 3-11-016841-3.
- Band 11: Prüfung – Schimäremärchen. De Gruyter, Berlin 2004, ISBN 3-11-017565-7.
- Band 12:  Schinden – Sublimierung. De Gruyter, Berlin 2007, ISBN 978-3-11-019936-9.
- Band 13: Suchen – Verführung. De Gruyter, Berlin 2010, ISBN 978-3-11-023767-2.
- Band 14: Vergeltung – Zypern, Nachträge Ābī – Zombie. De Gruyter, Berlin 2014, ISBN 978-3-11-040244-5.
- Band 15: Verzeichnisse, Register, Corrigenda. De Gruyter, Berlin 2015, ISBN 978-3-11-045095-8.

Broschierte Studienausgabe:
- Band 1–6. De Gruyter, Berlin 1999, ISBN 3-11-016402-7.
- Band 7–15. De Gruyter, Berlin 2017, ISBN 978-3-11-055191-4.